# Creu de terme de Fals
La Creu de terme de Fals és una creu de terme gòtica del municipi de Fonollosa (Bages) inclosa en l'Inventari del Patrimoni Arquitectònic de Catalunya.

## Descripció
Creu de terme formada per un piler poligonal que aguanta el capitell i la creu, senzillament decorats. El capitell passa del polígol de vuit cares del pilar a una base quadrada; en les seves quatre cares s'hi repeteixen els mateixos temes florals i geomètrics, que també són iguals als quatre angles.
La creu té a la cara de tramuntana hi ha una figura de Crist clava a la creu amb el cap reclinat i els peus amb un únic clau. La creu, molt superior de mides, és grega amb formes lobulades al capdavall dels braços. Tot el conjunt reposa sobre un basament format per quatre esglaons circulars, en degradació.

## Història
És una creu de terme o creu de camí ral del lloc de Fals. Indicava els límits parroquials de l'església castellera de Sant Vicenç de Fals per aquest sector. Probablement es tracta d'una obra de finals del gòtic.